# Eros en de eenzame man
Eros en de eenzame man (ondertitel: Een droefgeestig en schandelijk porno-verhaal) is de laatste roman van Louis Paul Boon. Hij was afgewerkt op 15 maart in 1979 werd postuum gepubliceerd in 1980. 
In de proloog uitte Boon zijn twijfels of het boek geschikt is voor publicatie: "Ik weet waarlijk niet of ik dit boek aan het openbaar mag prijsgeven. De vraag kwelt me, of deze schandelijk onzedige maar tevens smartelijke biecht van een eenzame door zijn driften vervolgde en opgejaagde man, niet best in de vergeethoek zou opgeborgen worden."

## Samenvatting
Een naamloze ik-verteller groeit op zonder vader en met een zeer preutse moeder die hem tiranniseert. Zijn confrontatie met het bestaan van seksualiteit verloopt problematisch. Hij blijkt niet in staat tot het aangaan van een normale relatie.
Als volwassene wordt hij opruimer van zolders. Hij steelt een telescoop en geeft zich over aan voyeurisme, exhibitionisme en zelfs poging tot verkrachting van een minderjarige. Zijn pornografische schilderijen worden niet ernstig genomen.
Een tegenbeeld vormt zijn leeftijdsgenoot Paul Boonen. Deze trouwt met zijn jeugdliefde Roosje, en krijgt erkenning als schrijver.
Na zijn vijftigste gaat de verteller inwonen bij zijn één jaar oudere nicht.

## Stijl
Boon splitst zichzelf op in twee personages: de openbare figuur Paul Boonen die getrouwd is en een succesvolle carrière heeft; en de "viezentist" die eenzame, donkere stegen opzoekt en zich te buiten gaat aan perversiteiten. Deze tegenstelling doet denken aan de verhouding tussen persona en schaduw in de analytische psychologie van Carl Gustav Jung.
Boon-kenner Kris Humbeeck noemt het een pseudo-bekentenisroman.

## Bewerking
Tom Van Dyck heeft de eenzame man gespeeld in een theaterbewerking.

## Verwijzingen
1. ↑  Louis Paul Boon, Eros en de eenzame man, zevende druk, Amsterdam, 1999.
2. ↑  Ons Erfdeel. Jaargang 42 · dbnl
3. ↑  Cobra.be: Videozone